# Mirycetyna
Mirycetyna – organiczny związek chemiczny z grupy flawonoli, będących flawonoidami, które występuje naturalnie wielu w owocach, winogronach, warzywach, ziołach i innych roślinach. Orzech włoski należy do jednego z bogatszych źródeł tego flawonoidu. Jest jednym ze związków fenolowych obecnych w czerwonym winie.

## Właściwości
Mirycetyna posiada właściwości przeciwutleniające. Badania in vitro sugerują, że w wysokich stężeniach może zmieniać LDL cholesterolu, powodując wzrost jego absorpcji przez białe krwinki.
Fińskie badania wiążą wysokie spożycie mirycetyny z obniżonym ryzykiem zachorowania na raka prostaty.
Inne, 8-letnie badania wykazały, że trzy flawonole – kemferol, kwercetyna i mirycetyna – obniżyły ryzyko zachorowania na raka trzustki o 23%.

## Metabolizm
Glikozydy
- Mirycytryna jest ramnozydem mirycetyny,
- 3-O-rutynozyd mirycetyny

O-Metylopochodne
- Larycytryna jest tworzona z mirycetyny w wyniku działania enzymu O-metylotransferazy mirycetyny[6].